# Мангеймська волость
Мангеймська волость (Барабойська волость) — історична адміністративно-територіальна одиниця Одеського повіту Херсонської губернії.
Станом на 1886 рік — складалася з 2 поселень, 2 сільських громад. Населення — 3737 осіб (1886 осіб чоловічої статі та 1851 — жіночої), 367 дворових господарств. Площа — 149,18 км2.
На сьогодні це території Лиманської селищної та Вигодянської сільської територіальних громад.
|                     | Площа, десятин | У тому числі орної, дес. |
| ------------------- | -------------- | ------------------------ |
| Сільських громад    | 7135           | 4781                     |
| Приватної власності | 6399           | 4299                     |
| Казенної власності  | —              | —                        |
| Іншої власності     | 120            | 120                      |
| Загалом             | 13654          | 9200                     |

Поселення волості:
- Мангейм — колонія німців при річці Барабой за 40 верст від повітового міста, 1679 осіб, 160 дворів, римо-католицька церква, школа, 6 лавок, 3 винних погреби, базари через 2 тижні по середах. За 40 версти — молитовний будинок.
- Ельзас (Щербанка) — колонія німців при річці Барабой, 2058 осіб, 207 дворів, римо-католицька церква, школа, 4 лавки, 3 винних погреби.

Станом на 1887 рік до складу волості також входило:
- село Георгієнталь[3] (185 чол., 179 жін.);
- с. Іоганенсталь (Михайлівський хутір) (83 чол., 80 жін.);
- присілок Ексарева (32 чол., 34 жін.);
- хутір Руднів (5 чол., 5 жін.).

У 1896 році до складу волості входило 24 населених пункти. Площа складала 284,8 в2, дворів — 879, населення — 6093 осіб дільниця пристава у місті Маяки, перша земська дільниця, волосне правління у німецькій колонії Мангейм.
У 1916 році Барабойська (Мангеймська) волость нараховувала 21 населений пункт, займала площу 23033 десятин, населення — 5082 осіб, чоловіків — 2248, жінок — 2834, дворів — 962.